# Willy Vlautin

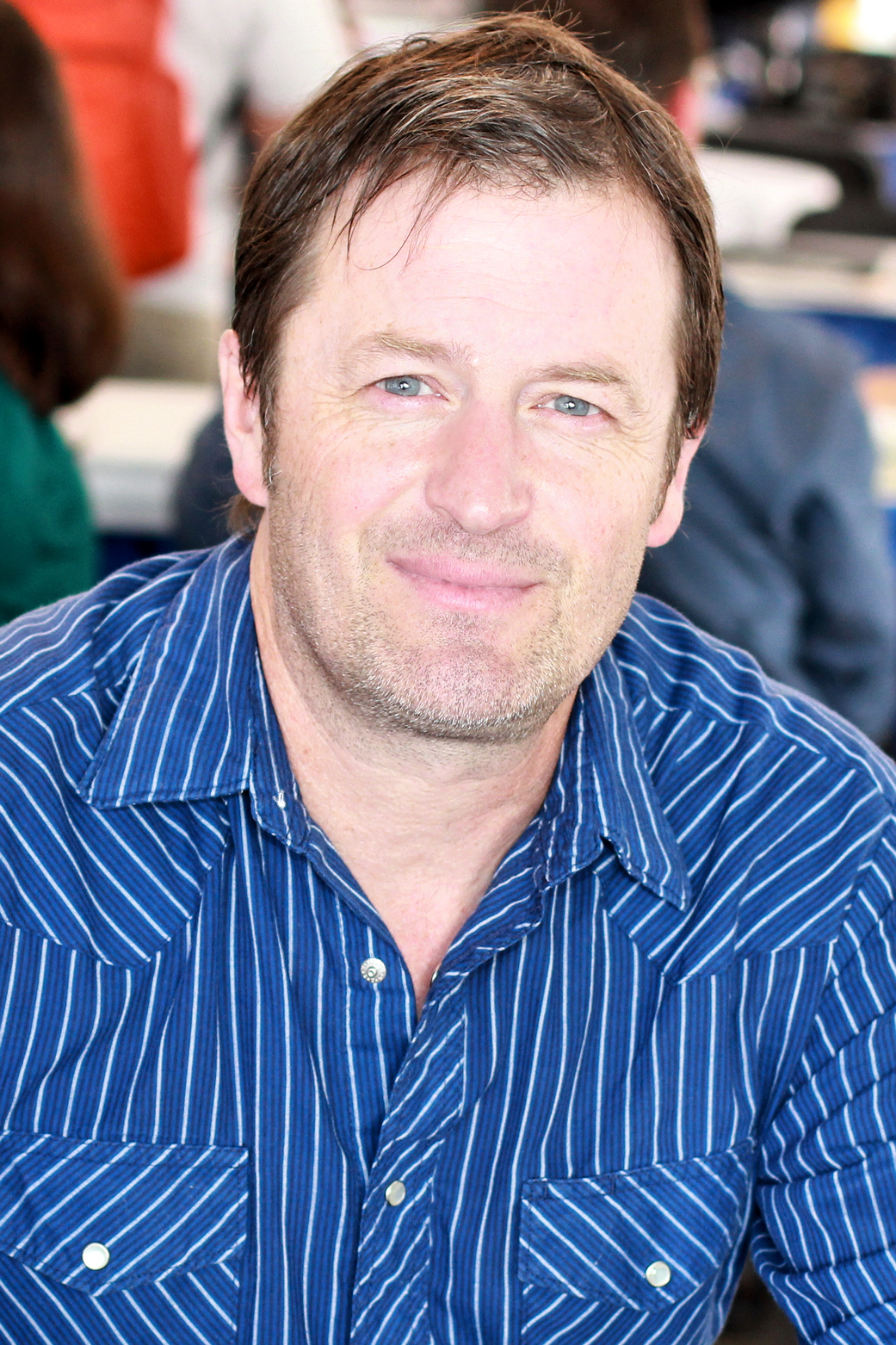
Willy Vlautin

Willy Vlautin (* 1967 in Reno, Nevada) ist ein amerikanischer Schriftsteller und Musiker. Er war der Leadsänger und Gitarrist der Americana-Band Richmond Fontaine und deren Nachfolgeband The Delines.

## Werdegang
Vlautin wuchs in Reno auf und lebt in Scappoose, (Oregon).

### Musik
Zusammen mit dem Bassisten Dave Harding gründete Vlautin 1994 die Band Richmond Fontaine in Portland. Insgesamt produzierte Richmond Fontaine vierzehn Studioalben, zwei instrumentale Soundtracks für die Romane Northline und Don't skip out on me  sowie zwei Live Recordings und eine EP. Als Sänger und Schriftsteller verknüpft Vlautin Figuren und Situationen in seinen Büchern und Songtexten.

### Romanautor
Vlautins erstes Buch The Motel Life erschien 2005 und wurde seither in elf Sprachen übersetzt. In Motel Life erzählt Vlautin die Geschichte von zwei Brüdern, die in einem Hotel in Reno leben. Er bekam dafür den Titel des Dylan of the dislocated (The Independent). Motel Life wurde 2012 verfilmt; Regisseur Guillermo Arriaga bat Vlautin selbst, dafür das Drehbuch zu verfassen.
Northline ist Vlautins zweites Buch. Die Serviererin Allison Johnson macht sich auf den Weg von Las Vegas nach Reno, um ein neues Leben zu beginnen. Eine CD mit instrumentalischen und traurigen Songs von Richmond Fontaine liegt der ersten Buchausgabe bei.
Nachdem ihn sein Vater verlassen hat, schlägt sich der 15-jährige Charley Thompson im Buch Lean on Pete selbst durchs Leben. Lean on Pete erhielt 2010 den Ken Kesey Award for Fiction and Literary Arts sowie den The Oregonian Peoples’ Choice Award.
In seinem vierten Roman Die Freien erzählt Vlautin von Leroy Kervan, einem suizidalen Irak-Veteran, Pauline, seiner Krankenschwester, und Freddie, einem geschiedenen und überschuldeten Familienvater.
2018 erschien Vlautins fünfter Roman, Don't Skip Out on Me bei Faber & Faber, auf Deutsch 2019 als Ein feiner Typ 2019 wiederum beim Berlin Verlag. Er handelt von Horace Hopper, einem halb-indianischen, halb-irischen Ranch-Arbeiter, der in den Straßen von Las Vegas seine Bestimmung im Profiboxen sucht.
Eine Besonderheit der Doppelbegabung Vlautin ist, dass er zu mehreren seiner Romane downloadbare Soundtrack-Alben mit rein instrumentaler Musik komponiert und mit der Band Richmond Fontaine veröffentlicht hat, die die Atmosphäre und den Spirit der Romanschauplätze und -Plots reflektieren.
Sein Roman The Night Always Comes wurde unter dem Titel Night Always Comes mit Vanessa Kirby in der Hauptrolle verfilmt und 2025 auf Netflix veröffentlicht.

## Romane
- The Motel Life, 2005.
  - übersetzt von Robin Detje: Motel Live, Roman, Berlin Verlag, Berlin 2010, ISBN 978-3-8270-7272-6.
- Northline, Faber & Faber 2008.
  - übersetzt von Robin Detje: Northline, Roman, Berlin Verlag 2010, ISBN 978-3-8333-0666-2.
- Lean on Pete, 2010.
  - deutsch von Robin Detje: Lean on Pete. Berliner Taschenbuch Verlag, Berlin 2010, ISBN 978-3-8333-0689-1.
- The Free, 2014
  - deutsch von Robin Detje: Die Freien, Roman, Berlin Verlag 2015, ISBN 978-3-8270-7846-9.
- Don't Skip Out on Me. Faber & Faber 2018.
  - übersetzt von Nikolaus Hansen: Ein feiner Typ, Roman, Berlin Verlag, Berlin 2019, ISBN 978-3-8270-1378-1.[11]
- The Night Always Comes, 2021
  - deutsch von Nikolaus Hansen: Nacht wird es immer, Roman, Berlin Verlag, Berlin 2021, ISBN 978-3-8270-1430-6.